# Jugeals-Nazareth
Jugeals-Nazareth è un comune francese di 854 abitanti situato nel dipartimento della Corrèze nella regione della Nuova Aquitania.

## Società

### Evoluzione demografica
Abitanti censiti